# Polystachya vaginata
Polystachya vaginata är en orkidéart som beskrevs av Victor Samuel Summerhayes. Polystachya vaginata ingår i släktet Polystachya och familjen orkidéer. Inga underarter finns listade i Catalogue of Life.